# شیوع

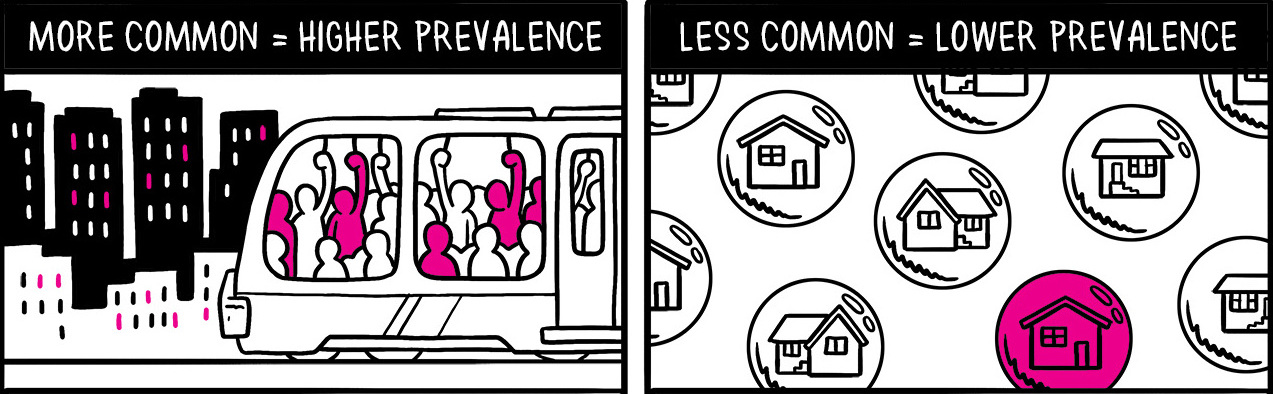
تصویری ساده از مفهوم پدیده شیوع یک بیماری

شیوع (به انگلیسی: prevalence) اصطلاحی در پزشکی و همه‌گیرشناسی است و به نسبتی از جمعیت مبتلا به یک بیماری یا حالت در کل جمعیت مورد بررسی گفته می‌شود. اگر شیوع در یک نقطهٔ زمانی بررسی شود به آن شیوع نقطه و اگر در یک بازهٔ زمانی بررسی شود به آن شیوع دوره می‌گویند که حالت دوم کمتر استفاده می‌شود. این معیار برای اندازه‌گیری گسترهٔ یک بیماری، بار بیماری (نسبت کل افرادی که تحت تأثیر بیماری قرار گرفته‌اند)، بازتاب‌دادن نیازهای سلامت جامعه و نظارت بر برنامه‌های مهار بیماری‌ها مفید است. شیوع، یک نسبت است و فاقد یکا است و میزان آن به بروز (تعداد موارد جدید ابتلا به یک بیماری یا وقوع رویدادی خاص در طی یک دورهٔ زمانی معین) و طول مدت بیماری بستگی دارد. با بالا رفتن این دو پارامتر، میزان شیوع نیز افزایش می‌یابد. از آن‌جایی که جمعیت‌های مورد بررسی پویا هستند، شیوع بسته به زمان سنجش ممکن است متفاوت باشد، مگر اینکه جمعیت پویا در حالت ماندگار باشد، یعنی میزان خروج بیماران با ورودشان برابر باشد که در این حالت شیوع در طول زمان ثابت می‌ماند.
|                                                                              |                                                                                                | واقعیت | |                                                                                                 |                                                                                  |                                                                                  |
|                                                                              | جامعه آماری                                                                                    | در واقعیت مثبت | در واقعیت منفی                                                                                                 | شیوع = Σ Condition positive/Σ Total population                                                  | صحت (ACC) = Σ True positive + Σ True negative/Σ Total population                 | صحت (ACC) = Σ True positive + Σ True negative/Σ Total population                 |
| پیش‌بینی                                                                      | پیش‌بینی مثبت                                                                                   | مثبت صادق | مثبت کاذب خطای نوع اول                                                                                         | Positive predictive value (PPV), دقت و بازیابی = Σ True positive/Σ Predicted condition positive | میزان کشف اشتباه (FDR) = Σ False positive/Σ Predicted condition positive         | میزان کشف اشتباه (FDR) = Σ False positive/Σ Predicted condition positive         |
| پیش‌بینی                                                                      | پیش‌بینی منفی                                                                                   | منفی کاذب خطای نوع دوم | منفی صادق | False omission rate (FOR) = Σ False negative/Σ Predicted condition negative                     | Negative predictive value (NPV) = Σ True negative/Σ Predicted condition negative | Negative predictive value (NPV) = Σ True negative/Σ Predicted condition negative |
|                                                                              |                                                                                                | حساسیت و ویژگی (TPR), دقت و بازیابی، حساسیت و ویژگی، probability of detection, توان آماری = Σ True positive/Σ Condition positive | False positive rate (FPR), بازیابی اطلاعات، probability of false alarm = Σ False positive/Σ Condition negative | Positive likelihood ratio (LR+) = TPR/FPR                                                       | Diagnostic odds ratio (DOR) = LR+/LR−                                            | امتیاز اف ۱ = 2 · Precision · Recall/Precision + Recall                          |
| False negative rate (FNR), Miss rate = Σ False negative/Σ Condition positive | حساسیت و ویژگی (SPC), Selectivity, حساسیت و ویژگی (TNR) = Σ True negative/Σ Condition negative | Negative likelihood ratio (LR−) = FNR/TNR                                                                                        | |                                                                                                 | Diagnostic odds ratio (DOR) = LR+/LR−                                            | امتیاز اف ۱ = 2 · Precision · Recall/Precision + Recall                          |

## واژه‌نامه
1. ↑  point prevalance
2. ↑  period prevalance